# Dacian Cioloș
Dacian Cioloș, född 27 juli 1969 i Zalău, är en rumänsk politiker, ämbetsman och ingenjör som var Rumäniens premiärminister mellan den 17 november 2015 och den 4 januari 2017. Han har tidigare varit jordbruksminister i Călin Popescu-Tăriceanus regering mellan oktober 2007 och december 2008 och EU-kommissionär i Kommissionen Barroso II med ansvar för jordbruk och landsbygdsutveckling mellan 2010 och 2014.
Cioloș har en doktorsexamen i agronomi från Université de Montpellier 1. Även om han formellt är partipolitiskt oberoende är han förknippad på europeisk nivå med den kristdemokratiska grupperingen Europeiska folkpartiet (EPP). Han var rådgivare till Rumäniens jordbruksminister och talesperson i Rådets särskilda jordbrukskommitté 2005-2007 och understatssekreterare på Jordbruksministeriet under 2007. Under sin tid som jordbruksminister 2007-2008 fick han kritik för dålig förvaltning av de EU-medel som utbetalats i jordbruksstöd.

## Privatliv
Cioloș är gift med en fransk jordbrukssakkunnig Valérie Villemin sedan 2000.
År 2015 berättade Cioloș på en radiointervju att han hör till den ortodoxa kyrkan men anser att religionen är först och främst en personlig sak.

## Fotnoter
1. ↑  Dagens nyheter, publicerat Publicerat 2009-11-27
2. ↑  Simionescu, Anca (5 december 2015). ”Ce planuri are DACIAN CIOLOŞ pentru românii din afara graniţelor şi cum şi-a convins soţia să rămână în ROMÂNIA” (på Romanian). Evenimentul Zilei. https://evz.ro/ce-planuri-are-dacian-ciolos-pentru-romanii-din-afara-granitelor-si-cum-si-a-convins-sotia-sa-ramana-in-romania.html. Läst 15 december 2020.
3. ↑  ”Cioloş, despre religia sa: Eu sunt creştin-ortodox. Credinţa adevărată e cea pe care o duci în suflet, nu cea pe care o afişezi când ai un interes să te vadă lumea” (på engelska). adevarul.ro. 1448183254. https://adevarul.ro/news/politica/ciolos-despre-religia-sa-crestin-ortodox-credinta-adevarata-cea-duci-suflet-nu-cea-afisezi-interes-vada-lumea-1_565183d77d919ed50e746deb/index.html. Läst 15 december 2020.